# Glen Ellen (Kalifornija)
Glen Ellen je naseljeno područje za statističke svrhe u američkoj saveznoj državi Kalifornija. Prema popisu stanovništva iz 2010. u njemu je živjelo 784 stanovnika.